# Samiya Pindra
Samiya Pindra, née le 11 décembre 1994, est une joueuse togolaise de basket-ball.

## Carrière
Elle est médaillée d'argent en basket-ball à trois aux Jeux africains de plage de 2019.